# Villa Desideri
Villa Desideri - dal cognome degli ultimi proprietari privati - è un importante parco pubblico comunale di Marino, in provincia di Roma, nell'area dei Castelli Romani. In passato fu una residenza della famiglia Colonna, feudataria del luogo, nota come villa Colonna di Belpoggio.
Oggi ospita la Biblioteca comunale "Vittoria Colonna", una delle più importanti istituzioni culturali dei Castelli Romani.
Ha trasmesso il suo nome ad un intero quartiere di Marino, il quartiere Villa Desideri, in gran parte costruito su terreni originariamente pertinenti alla villa.

## Storia

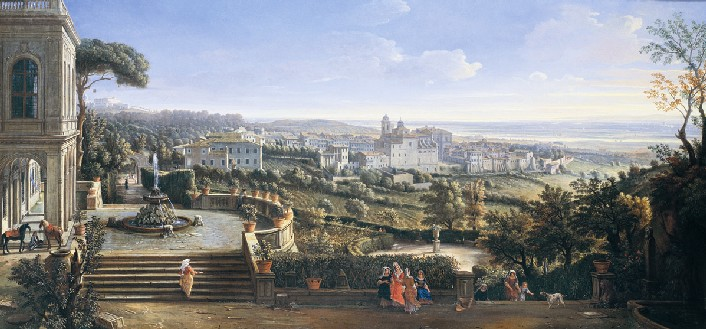
Veduta del centro storico di Marino dalla villa in una veduta di Gaspar Van Wittel eseguita per i Colonna nel 1719.

La villa venne costruita nella prima metà del Seicento per volontà del Principe Filippo I Colonna, e dedicata alla moglie Lucrezia Tomacelli, nobildonna napoletana. Lo stesso Filippo fece costruire per la moglie anche un'altra villa poco fuori dall'abitato di Marino, allora nota come villa Colonna di Canepina ed oggi come villa Colizza, nel quartiere Borgo Garibaldi.
La proprietà fondiaria annessa alla villa si estendeva per alcune decine di ettari, poiché copriva l'area attualmente delimitata a nord da via Pietro Nenni ed a sud da corso Vittoria Colonna, ad ovest dall'edificio oggi occupato dall'Istituto statale d'arte Paolo Mercuri -il cui primo nucleo, annesso alla chiesa della Santissima Trinità segue di poco la villa, è del 1635-1636- e ad est dall'ex-oratorio di San Rocco -costruito dopo la peste del 1656, perciò dopo la villa, e necessariamente al di fuori dei suoi confini-.
Nel 1804 la villa venne venduta al conte Domenico Pappiani, banchiere e Console Generale della Nazione Portoghese nella città di Roma e nei porti dello Stato Pontificio. Alla sua morte avvenuta pochi anni dopo, la proprietà passò alla figlia Marianna, moglie del conte Alfonso di Marsciano, esponente dell'antica famiglia patrizia umbra dei Di Marsciano. Ella fece eseguire importanti lavori di rifacimento, sotto la direzione dell'architetto Luigi Agostini: in particolare fece ampliare l'edificio, che diventò rettangolare, e ne ammodernò lo stile all'architettura neoclassica allora imperante. Qui Marianna soleva passare lunghi soggiorni estivi e tardo autunnali insieme ai figli Isabella, Alessandro e Luigi di Marsciano. Ugo Onorati osserva che quello di Marianna Pappiani è senz’altro il periodo più splendido per la villa, perché viene restaurata e destinata ad essere una dimora signorile.

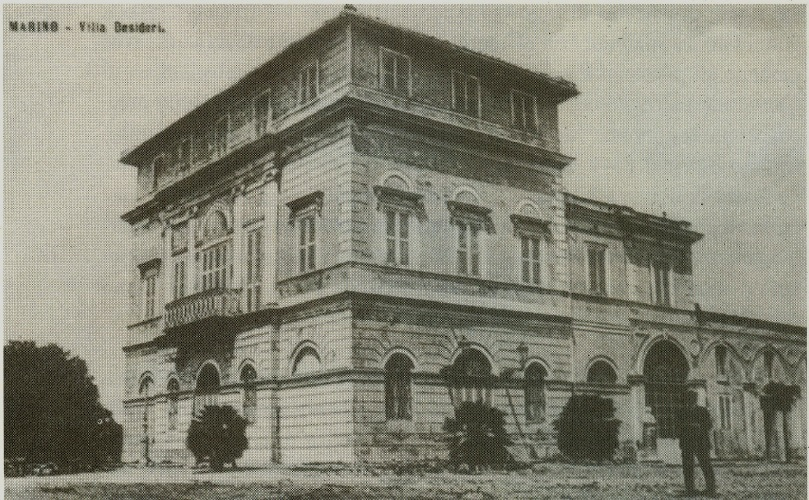
La villa come appariva a seguito delle modifiche apportate da Marianna Di Marsciano

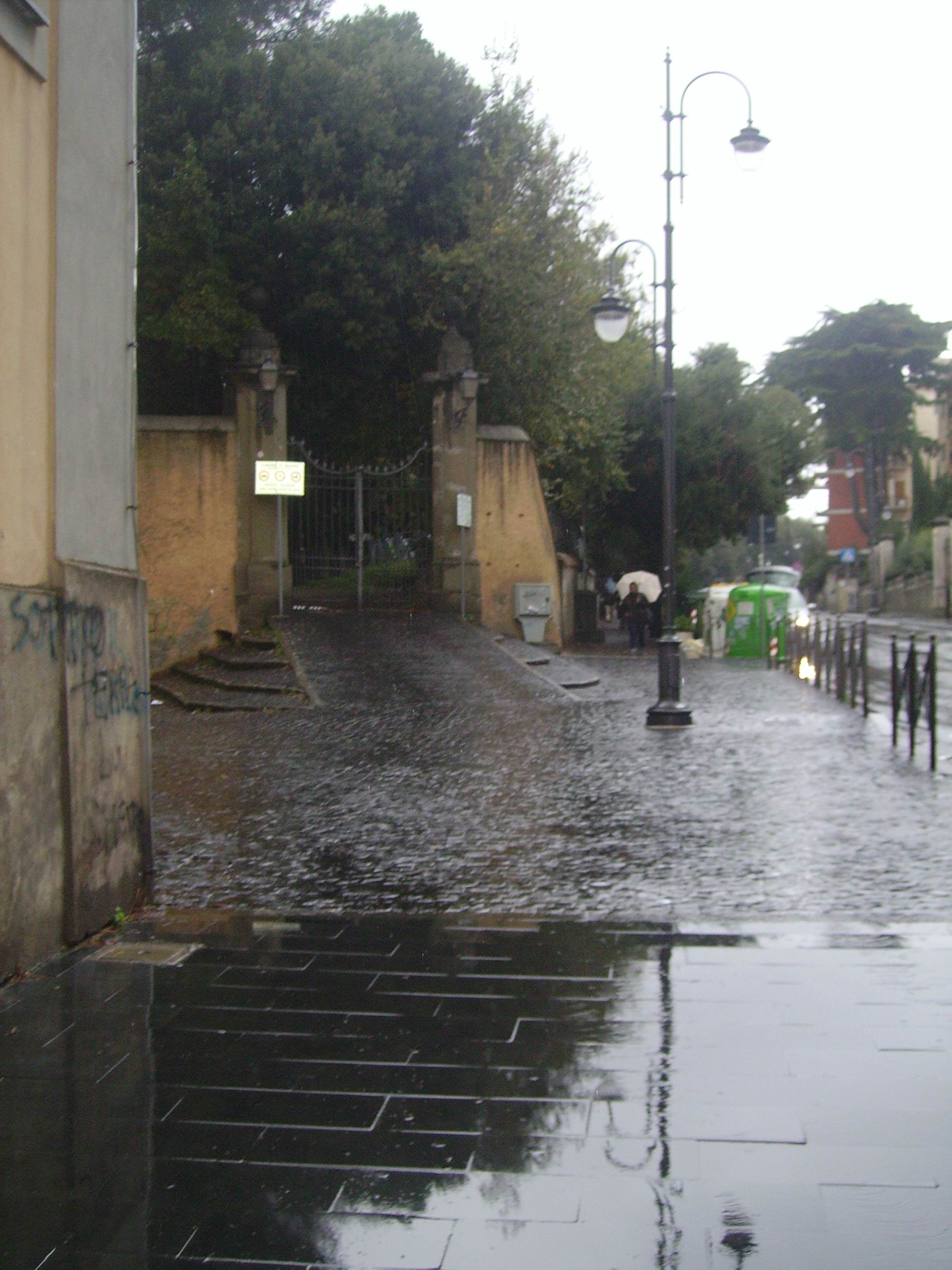
Uno dei due cancelli della villa su corso Vittoria Colonna, verso la Santissima Trinità.

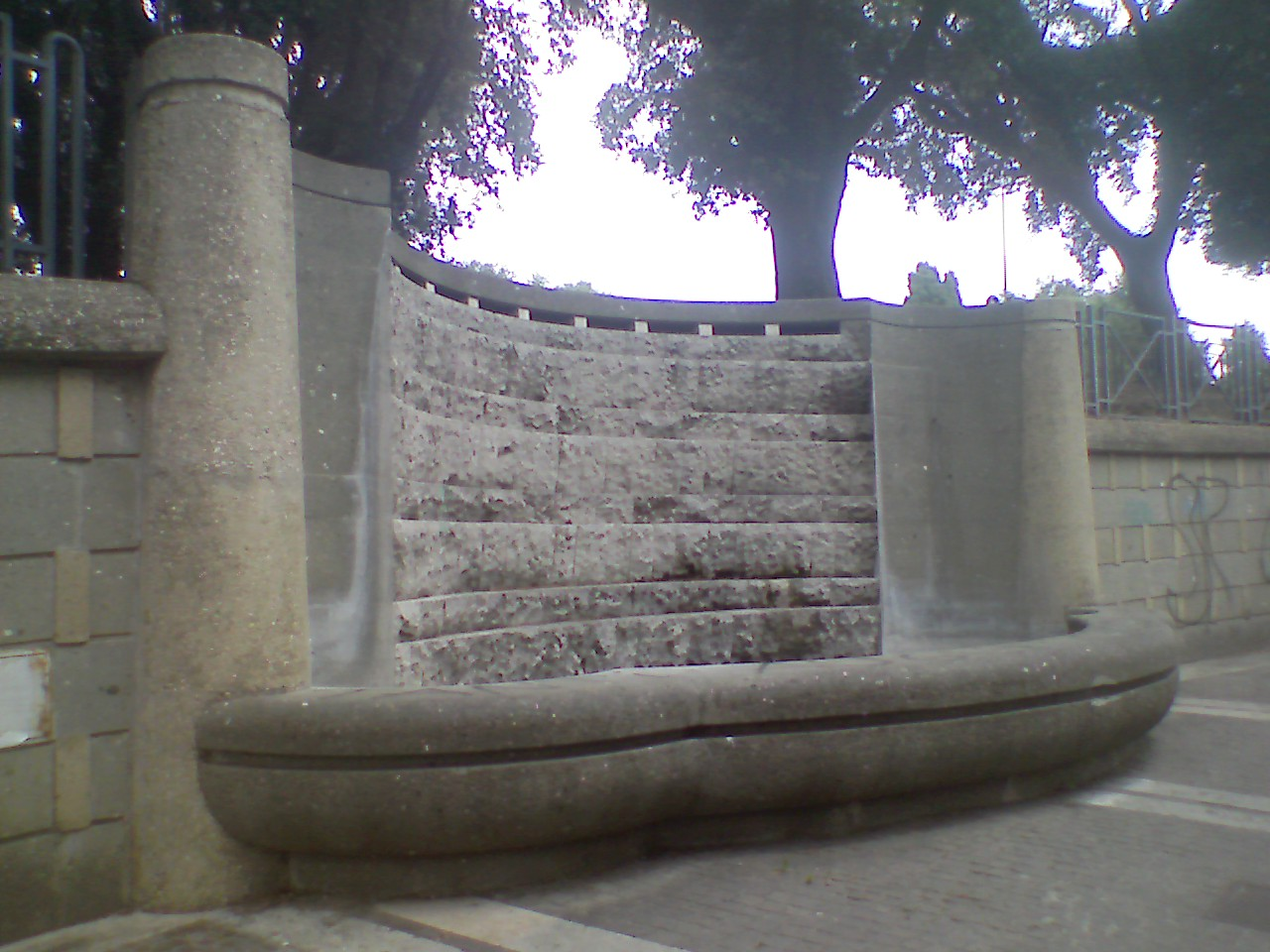
La fontana a cascata nel muro di recinzione su corso Vittoria Colonna.

Nel corso dell'Ottocento la villa cambiò diversi proprietari, che incominciarono a vendere parti della proprietà. Nel 1877 il Comune decise di acquistare, grazie ad un fido bancario negoziato con la Cassa depositi e prestiti, le aree dei decaduti Giardini Colonna -altro buen retiro colonnese a Marino, annesso a Palazzo Colonna- ed alcuni terreni in località San Rocco facenti parte della villa, da destinare all'edificazione. Ed infatti di lì a poco, nel 1884, il Comune accordò il permesso di costruirvi quei villini, alcuni dei quali sono sopravvissuti all'espansione urbanistica del secondo dopoguerra e fanno ancora mostra di sé nell'ultimo tratto di via degli Scozzesi.
Il 4 ottobre 1832 papa Gregorio XVI volle visitare la villa, dove si trovava in villeggiatura Mario Mattei, da lui nominato cardinale a luglio di quello stesso anno. Gregorio XVI quando si trovava in villeggiatura presso le Ville Pontificie di Castel Gandolfo amava visitare i luoghi vicini, ed ogni anno, finché le forze glielo permisero, quando si trovava a Castel Gandolfo non mancò mai di visitare Marino tra il 1831 ed il 1844 almeno una volta -le villeggiature a Castello infatti erano generalmente due-. Il 6 giugno 1875, invece, ad Italia già unita, nella villa fu alloggiato Giuseppe Garibaldi, ospitato dal Comune con la spesa di 297 lire.
A fine secolo la villa, dall'estensione già notevolmente ridotta, fu acquistata dal marchese Giulio Desideri, che nell'uso comune ha lasciato il suo nome alla villa. Durante la seconda guerra mondiale, ed in particolare dopo lo sbarco angloamericano ad Anzio (Sbarco di Anzio, 22 gennaio 1944), la villa venne riadattata ad autoparco delle ambulanze (secondo la testimonianza, tra l'altro, del Servo di Dio ed allora capo del locale CLN Zaccaria Negroni). La palazzina ed i giardini furono rasi al suolo dal bombardamento aereo del 2 febbraio 1944, che colpì duramente Marino.
Dopo i Desideri, la villa fu rilevata dalla società "La Moderna" che nel 1975 cedette parte della proprietà al Comune -l'attuale parco pubblico- in cambio di ottenere l'edificabilità dell'altra parte -gran parte dell'attuale quartiere Villa Desideri-. Dopo un periodo di abbandono, nel 1983 la palazzina della villa, già ricostruita nel dopoguerra, è stata restaurata ed ampliata con l'aggiunta della caratteristica finestratura a pianta curvilinea. Vi è stata collocata la sede della Biblioteca comunale "Vittoria Colonna", una delle più importanti del territorio castellano, promotrice del Sistema bibliotecario dei Castelli Romani e tuttora molto attiva.
Durante i Mondiali di calcio Italia '90, Marino ospitò il ritiro della Nazionale di calcio dell'Italia. Per l'occasione, partì un ampio piano di riqualificazione urbana, nel quale fu inclusa villa Desideri. Nel gennaio 1989 fu indetto un concorso nazionale per ridefinire l'assetto urbanistico del centro di Marino, ed il progetto vincitore per villa Desideri fu quello degli architetti Ivan Ciocci ed Alessandro De Rossi. Il progetto riguardava il muro di cinta della villa su corso Vittoria Colonna ed il cancello parallelo all'asse stradale. I lavori furono completati in realtà dopo i Mondiali, nel 1994. Il cancello è stato progettato dall'ingegner Marco Forte, le opere in ferro furono eseguite dallo stimato fabbro locale Gianni Rufini. Il muro è in materiale locale, tufo e peperino, rispetta l'andamento curvilineo del muraglione precedente, intervallato da pilastri in cemento armato che simboleggiano delle colonne, simbolo araldico della famiglia Colonna, prima proprietaria della villa. Al centro della recinzione è stata realizzata una fontana a cascata con vasca a conchiglia.
Nel 2007 sono stati condotti importanti lavori di riqualificazione dell'area verde e del parco giochi, che era fortemente rovinato.

### La Biblioteca comunale
La Biblioteca comunale di Marino è stata intitolata alla poetessa Vittoria Colonna -nata a Marino- nel 1984, dopo il trasferimento nella sede di villa Desideri. La biblioteca occupa 600 metri quadri disposti su due piani, più un sottotetto che ospita i fondi storici ed il seminterrato che accoglie l'Archivio storico comunale -documenti fino al 1952- ed il Centro di documentazione locale dei Castelli Romani -1800 documenti, anche multimediali-. Ha una capacità di 80 posti a sedere.
Attualmente (2011) conta un patrimonio di oltre 26.000 volumi di autori contemporanei per bambini ed adulti, e 13.000 volumi di carattere storico ed umanistico, in molti casi frutto di donazioni di privati cittadini. Aderisce al Sistema bibliotecario dei Castelli Romani (SBCR).

## Descrizione

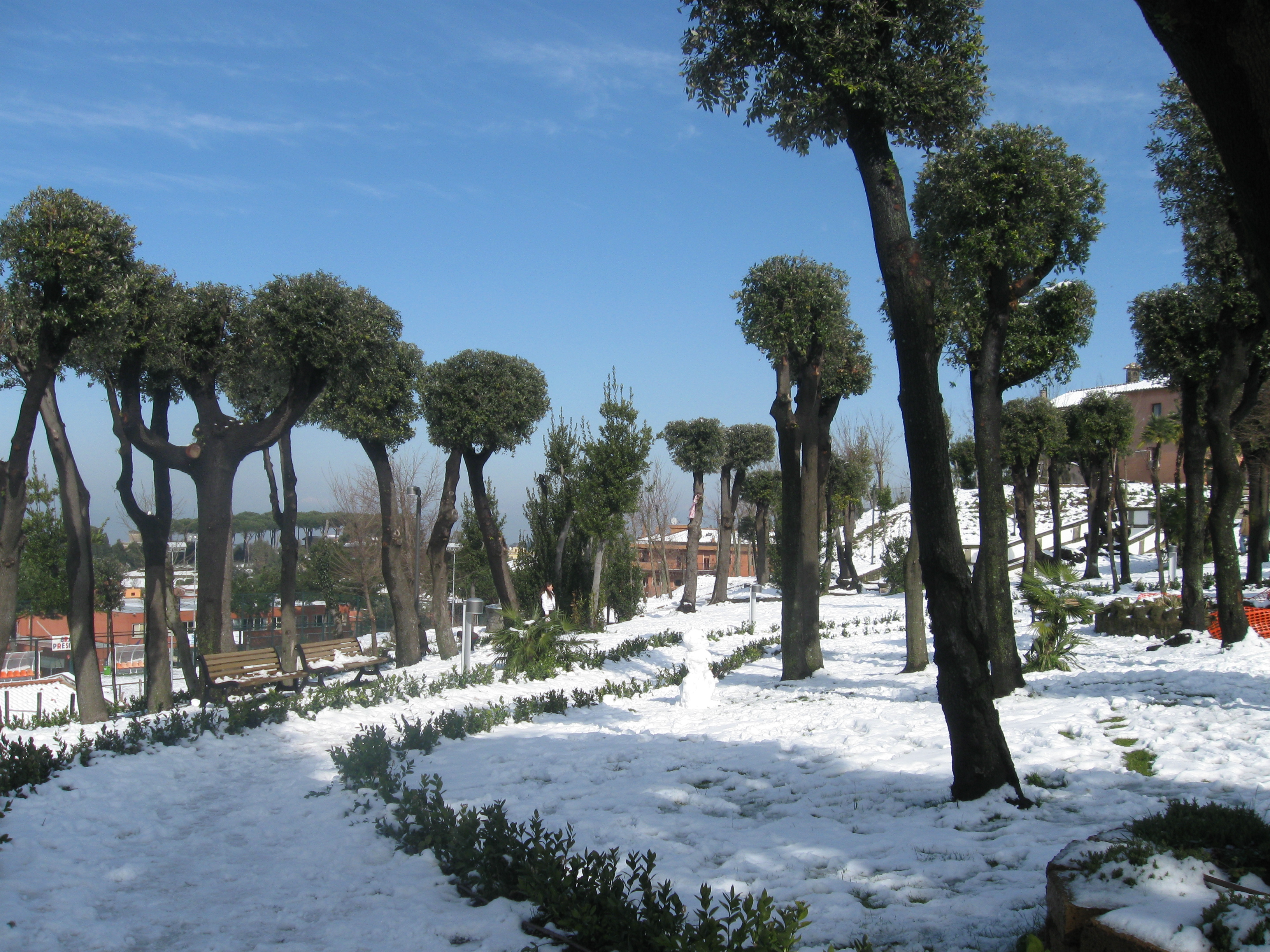
Un viale della villa -dopo la risistemazione del 2007- dopo la nevicata del 2010.

Un documento del 1772 conservato nell'Archivio Colonna di Roma informa che nella villa c'erano una macchia di castagno porcino, spalliere di lauro, quarantanove olmi, un leccio, un frutteto, quindici alberi indefiniti, duecentoventinove ulivi, 40.367 viti.
La palazzina, originariamente a pianta quadrata, era costituita da tre stanze al piano terra, due al mezzanino e quattro al piano nobile.
Attualmente, nel parco, dell'antica villa rimangono l'esedra e la scalinata del ninfeo con un locale interrato, a ovest della palazzina; un ambiente seminterrato, forse una cisterna d'acqua relativa ad una fontana o ad un gioco d'acqua, a nord della villa (lato via Marcantonio Colonna); il basamento di una piccola fontanella in peperino all'interno dell'attuale area parco giochi, di cui ci rimane documentazione fotografica.
All'interno del parco è stata realizzata a metà degli anni 70 una struttura polifunzionale, a volte usata come spazio espositivo a volte come sala conferenze, nota ai marinesi come "Scattolone" "scatolone" . Abbandonata da molti anni, periodicamente la politica marinese si propone l'alternativa riqualificazione-demolizione de "'u Scattolone".Nel 2017 la struttura è stata affidata dall'Amministrazione Comunale tramite bando pubblico all'Associazione Artemista che l'ha trasformata in "SALA TEATRO VITTORIA". Da allora la struttura ospita Stagioni Teatrali di livello nazionale. È presente anche un corso di recitazione LABORATORIO TEATRARTE che alla fine di ogni anno didattico presenta il proprio saggio-spettacolo ad opera degli allievi sotto la direzione di Sabina Barzilai. Link pagina Facebook: https://www.facebook.com/salateatrovittoria
Sempre all'interno dell'area verde, nel 2009 è stata inaugurata la palestra dell'Istituto statale d'arte Paolo Mercuri, che si affaccia praticamente sul parco. Già all'epoca del sindaco Rosa Perrone, nel 1999, era stata allestita nella zona (lato via Marcantonio Colonna, ai piedi dell'esedra) un'area sportiva attrezzata, in seguito abbandonata, ed accanto ad essa, nel 2004, è stato costruito un campo da calcio a 5 comunale, gestito dall'Associazione Sportiva Dilettantistica Marino Calcio a 5. La palestra ed il campo da calcetto, benché siano andati ad occupare una parte del verde pubblico del parco, rappresentano un servizi essenziali per il vicino Istituto d'arte e per la città tutta. Tanto più che dall'altra parte della strada, oltre agli ampi parcheggi di piazza Giuseppe Ungaretti, c'è la palestra dell'istituto comprensivo "Marcantonio Colonna", luogo di allenamento della Marino Pallavolo, principale rappresentativa cittadina in questo sport, per cui la zona acquista un importante valore dal punto di vista sportivo.